# Ahaxe-Alciette-Bascassan
Ahaxe-Alciette-Bascassan é uma comuna francesa na região administrativa da Nova Aquitânia, no departamento dos Pirenéus Atlânticos. Estende-se por uma área de 14,61 km². Em 2010 a comuna tinha 280 habitantes (densidade: 19,2 hab./km²).